# Las aguas mansas
Las aguas mansas es una telenovela colombiana de 1994, realizada por RTI Televisión  para la Cadena Uno. Su título se deriva del refrán "Líbrame de las aguas mansas que de las malas me libro yo".
Protagonizada por Margarita Ortega, Juan Carlos Gutiérrez, Juan Sebastián Aragón, Fabiana Medina, Luigi Aycardi y Patricia Maldonado; con la participación antagónica de Ana María Kamper y Carlos Congote, con la actuación estelar de Victoria Gongora, Luis Mesa, María Helena Doering y la primera actriz Alicia de Rojas.

## Argumento
Los hermanos Reyes huyeron de La Violencia al perder a sus padres y sus bienes. Llegaron a Bogotá dispuestos a empezar de nuevo. Juan es el hermano mayor y la cabeza del hogar, le siguen sus hermanos Óscar y Franco y la menor que es Libia.
En octubre de 1949, Libia le oculta a sus hermanos el romance que sostiene con Bernardo Elizondo, un poderoso industrial, que para sus hermanos es una tabla de salvación. Pero lo que no sabe Libia es que Bernardo está casado y tiene tres hijas. 
Don Bernardo muere en un accidente, dejando a Libia embarazada. Debido a su mala situación, Libia va a la mansión de los Elizondo en Chapinero para pedirle ayuda a Gabriela, la esposa de Bernardo, pero esta, además de no ayudarla, la humilla y echa de la casa. Inmersa en gran dolor, Libia decide quitarse la vida arrojándose de un puente para terminar ahogada en un río. Los hermanos Reyes encuentran el cuerpo de su hermana y juran tomar venganza en su tumba. 
Después, los hermanos Reyes llegan a la mansión de los Elizondo para hacerles pagar lo que le hicieron a Libia. Pero Sofia, Sara y Jimena, las hijas de Bernardo, los confunden con unos obreros que tienen que construir un apartamento para Sofía y su esposo. Ellos aprovechan esa confusión para tomarlo como forma de venganza.
Sara y Jimena son poco agraciadas e inseguras, y una pobre imitación de su madre, Gabriela, una mujer déspota e hipócrita. 
Sofia es la hija hermosa pero infeliz en un matrimonio por conveniencias sociales con un hombre zángano y ambicioso, Fernando Escandón. 
Sofia ocultaba en los más profundo una violación que había sufrido en el pasado, la noche que asesinaron a Jorge Eliecer Gaitán, candidato a la presidencia de Colombia.
Juan, Óscar y Franco perdieron a su hermana, ahora seducirán y se aprovecharán de las hermanas Elizondo para tomar venganza. Esta situación se convertirá en una tormenta de pasiones en la que el amor será más fuerte que la sed de venganza.

## Elenco
- Margarita Ortega - Sofia Elizondo Acevedo
- Juan Carlos Gutiérrez - Juan Reyes Guerrero
- Juan Sebastián Aragón - Óscar Reyes Guerrero
- Luigi Aycardi - Franco Reyes Guerrero
- Fabiana Medina - Jimena Elizondo Acevedo de Reyes
- Patricia Maldonado - Sara Elizondo Acevedo
- Victoria Góngora - Libia Reyes Guerrero / Ruth Uribe de Ferrer
- Ana María Kamper - Gabriela Acevedo Vda. de Elizondo
- Alejandro Buenaventura - Bernardo Elizondo
- Constanza Gutiérrez - Eva Rodríguez
- Julio Medina - Don Martín Acevedo
- Carlos Congote - Fernando Escandón
- Patricia Ércole - Rosario Montes de Navarro
- María Elena Döering - Melisa Ferrer (Maura)
- Luis Fernando Montoya - Armando Navarro
- Rosemary Bohórquez - Katy Cuadrado
- Érika Krum - Maruja Irrazuri
- Andrés Felipe Martínez - Leandro Santos
- Luis Mesa - Christian Damián Ferrer
- Rosa Virginia Bonilla - Quintina Canosa
- Alicia de Rojas - Raquel Santos de Uribe
- Rossana Montoya - Roxana Reyes Elizondo
- Dora Caicedo - Dora
- Samara de Córdova - Valentina de Santos
- Ricardo Gómez- Libardo Cardoso
- Gabriel González -Pepe Alarcón
- Diego Camacho - Benito Santos
- Germán Rojas - Camilo Montero
- Luz Stella Luengas - María Josefa de la Santísima Trinidad “Pepita” Ronderos
- Maguso - Hortencia
- Lucero De Alba - Emilia
- Mariela Rivas - Luz Marina
- Flor Vargas - Mabell
- Fernando Corredor
- Nacho Hijuelos - Gustavo Alfonso
- Julio Sastoque -Agapito Cortez
- Samuel Hernández - Padre Epifanio
- Raúl Santa - Sacerdote
- Alberto Valdiri - Pedro Duarte
- Fredy Lagos- Manolo
- Julio Pachón - Teniente Amézquita
- Isabel Campos - Gertrudis
- Luz Mary Arias - María de Carmen
- Durley Zapata - María Esperanza
- Sigifredo Vega
- Alberto Palacio
- Antonio Puentes - Detective
- Amparo Moreno
- Rodrigo Marulanda - Filemón
- David Ramírez
- Santiago García Pinzón - Calixto Uribe
- Rafael Cardoso  - Bruno
- Mauricio Ferrer -Elmer

## Premios

### Premios India Catalina
- Mejor Actor de reparto: Julio Medina

### Premios Simón Bolívar
- Mejor Actor de reparto: Julio Medina

### Premios Mara Internacional
- Mejor Actriz Internacional: Ana María Kamper

### Premios TvyNovelas
- Mejor actor de reparto: Julio Medina (1995)

## Parodia
- Las Aguas Dansas parodia de XHGC Fabrica de Comedias el 20 de mayo de 1995 a las 12 de la noche

## Versiones
| Año  | País           | Cadena                         | Nombre              |
| ---- | -------------- | ------------------------------ | ------------------- |
| 2003 | Colombia       | Caracol Televisión / Telemundo | Pasión de gavilanes |
| 2008 | México         | Las Estrellas                  | Fuego en la sangre  |
| 2010 | España         | Antena 3                       | Gavilanes           |
| 2014 | Estados Unidos | Telemundo                      | Tierra de reyes     |
| 2015 | Filipinas      | ABS-CBN                        | Pasión de Amor      |

## Curiosidades
1.Las siluetas desnudas de un hombre y una mujer en entrada de la telenovela son de una de las parejas principales Juan Sebastián Aragón (Oscar) y Fabiana Medina (Jimena).
2.En 1998, "Las aguas mansas" paralizó a toda Cuba: las calles quedaron desiertas, los lugares de trabajo cerraron sus puertas, los dependientes de las tiendas dejaron de atender a sus clientes, los ánimos desaparecieron y hasta los salvavidas estuvieron inactivos durante esos preciados 100 minutos diarios de transmisión de esta trama.
3.Uno de los actores principales Luigi Aycardi, quien interpretó a Franco Reyes, se retira de la telenovela porque se va a Ecuador a filmar en la telenovela Dulce tormento. Por ello se tomó la decisión de matar a su personaje Franco Reyes.
4.Juan Carlos Gutiérrez, que interpretó a Juan Reyes, y la actriz Rosemary Bohorquez, que interpretó a Katy Cuadrado, eran marido y mujer en la vida real.
5.La actriz Rossana Montoya, quien interpretó a la hija de Juan (Juan Carlos Gutiérrez) y Sofia Elizondo (Margarita Ortega), es en realidad la hija en la vida real del actor que interpretó a Armando Navarro (Luis Fernando Montoya). Аsí fue el debut de la actriz Rossana Montoya que tenía 4 años. Sin embargo, en los últimos episodios, fue reemplazada por otra niña.
6.La telenovela Las aguas mansas fue vendida en 40 países.
7.Tres casas principales se utilizan en la telenovela - Familia Elizondo, Familia Uribe y Familia Reyes .La Casona de Tagaste o  Hacienda El Tintal que es un monumento cultural nacional de Colombia ubicada en Bogotá en la avenida ciudad de Cali con calle 11 fue la sede de grabación de la telenovela Las aguas mansas de Familia Elizondo. La nueva casa de los hermanos Reyes con la misteriosa puerta cerrada que heredaron de Maruja Irrazuri (Érika Krum) se llama hacienda Palermo está ubicada en Avenida Carrera 7 calle 220, Bogotá. Esta última curiosamente fue usada también en Yo amo a Paquita Gallego (también escrita por Julio Jiménez) como la casa vecina a la de Tatiana Martin.
8.En Pasión de gavilanes y Las Aguas Mansas participan los mismos actores como: Juan Sebastián Aragón, Andrés Felipe Martínez, Germán Rojas ,Fernando Corredor, Samuel Hernández y Isabel Campos.
9. Según el periodista Daniel Castro, editor de Notícias da TV y reportero de Folha de San Paulo en 1998, el guionista Crayton Sarzy había comprado los derechos del drama colombiano Las Aguas Mansas para producir una versión nacional de la trama en Brasil, que podría emitirse en 1999 en  SBT pero el remake nunca despegó.
10.La música de algunas escenas en  "Bar Alcalá "interpretado por lаs cantantes Rosario Montes (Patricia Ércole), Pepita Ronderos (Luz Stella Luengas) y Melisa Ferrer  (María Helena Doering) la misma que escuchaban los colombianos de ese tiempo: porros, sones guajiros, boleros, que interpretó canciones  de Concha Piquer, Gerónimo Giménez, Los Churumbeles de España y otros.
11.Durante cinco días, el equipo de producción y el elenco artístico, bajo la dirección de Aurelio Valcárcel Carroll se desplazó a locaciones de Santa Marta para realizar las grabaciones de cinco capítulos .Esto, además de darle un nuevo aire a la historia, tiene el atractivo adicional de recrear la moda en trajes de baño y las costumbres de los años cincuenta. La diseñadora de vestuario Rosita Cabal echó mano de modelos originales y de diseños actuales que siguen la línea retro. Ambientación consiguió las sombrillas, las pañoletas y los frascos de bronceadores que usaban en esa época.
12.En 1994 la actriz Patricia Ércole tuvo que elegir entre las  telenovelas  "El Oasis", ella tenía una oferta para ser la antagonista de Margarita Rosa de Francisco en Café con aroma de mujer y Las aguas mansas, pero apenas leyó el resumen del personaje de Rosario Montes, se enamoró de él porque es la antítesis de lo que ella es. La actriz se retira de la telenovela por compromisos personales.
13.En esta novela, Julio Jiménez mató el personaje de la actriz Victoria Góngora - Libia Reyes Guerrero en el capítulo 15, pero, por la estupenda actuación de Victoria, la volvió a meter al elenco representando otro papel - Ruth Uribe. De allí que Victoria sienta respeto y encanto por el trabajo de Jiménez.
14.Por diferencias con el equipo de producción, Patricia Maldonado renuncia por lo que se toma la decisión de matar al personaje de Sara Elizondo.